# Denice Klarskov
Denice Klarskov, även som artistnamnet Denice K, född den 18 april 1986, är en dansk modell och skådespelare. Hon har medverkat i runt 220 filmer, varav de flesta är producerade i USA. Dessutom grundade hon sitt eget produktionsbolag, DK Produktion, och är därmed en av få danska producenter av porrfilmer.

## Filmografi
- Young Harlots: The Academy (2006),
- Five Blondes (2005)
- Taking Off (2007)
- Sex Is a Deadly Game (2007)
- Danish Newcummers Volym 1 och 2 (2007)
- Briana Extreme (2007)
- Babes of Denmark
- Almost Jailbait Volume 3
- Cherry Bustin' Volume 3
- Young and Filthy (2004)
- Teen Handjobs (2004)
- Reel Girlfriends (2005)
- Legal Teens (2005)
- Night Nurses (2006)
- Teen Power! 17 (2006)
- Danish Newcummers (2007)
- Denice - Danmarks Sexdiva (2008)
- Anal Fuck Auditions 4 (2008)